# Miguel Ángel Yáñez Polo
Miguel Ángel Yáñez Polo (Sevilla, 13 de noviembre de 1940-ibídem, 14 de enero de 2016), fue un profesor universitario, doctor en Medicina por la Universidad de Sevilla. Destacó en numerosas áreas como la fotografía creativa y la literatura, además de ser un reconocido experto de la historia de la fotografía en Andalucía.
Fue, además, Académico numerario de la Real Academia de Bellas Artes Santa Isabel de Hungría, en la que ocupó el primer sillón de fotografía. 

## Biografía
Miguel Ángel Yáñez Polo nació el 13 de noviembre de 1940, fruto del matrimonio entre el abogado sevillano José Yáñez Díaz y Carmen Polo Ruiz. Fue el sexto de los siete hijos que tuvo el matrimonio.
Perteneciente a la primera generación de la postguerra de 1936-1939, estudió bachillerato en los colegios de Villasís y Portaceli de los jesuitas. Criado en el seno de una familia media, se interesó desde muy pequeño por la música y la literatura española clásica. Con 15 años, llevó un programa de música clásica en la emisora local “Radio Vida”. A partir de sus 17 años se inscribió en el Conservatorio Superior de Música, realizando solfeo y varios cursos de piano, interrumpidos al entrar en la Universidad. 
En 1958 inició sus estudios de Medicina en la Facultad hispalense. Siendo aún estudiante obtuvo por oposición el cargo de alumno interno de la Facultad. Y tras la realización de la carrera, se doctorará y ganará, por oposición, el título de Profesor Adjunto de Cátedra de Medicina Interna de la Facultad de Medicina de esa capital. Toda su carrera médica está influenciada por el que fuera su maestro y admirado profesor José León Castro, de quien el Dr. Yáñez Polo fue su biógrafo (José Léon Castro. Biografía y José León Castro: Notas para la biografía de un humanista sevillano isbn 84-7405-250-5).
En 1967 se casó con Teodora Camacho Troyano y fue padre de 8 hijos.
Amante de la música clásica y de la filosofía, destacó en numerosas áreas, siendo además de médico internista, humanista, escritor, fotógrafo y fotodocumentalista.
Fue Académico Numerario de la Real Academia de Bellas Artes Santa Isabel de Hungría (Sevilla) en la sección de artes audiovisuales. Considerándole un experto en historia de la fotografía de Sevilla.
Falleció en Sevilla el 14 de enero de 2016, a la edad de 75 años. Sus restos descansan en el cementerio de San Fernando, en Sevilla.

## Fotógrafo creativo
A los 19 años inicia sus contactos con el mundo de la imagen, realizando, posteriormente, el curso sobre “Comunicación en fotografía” que impartiera en la Universidad Sevillana el profesor René Laborderie y que tanto habría de influirle en su formación.
En 1975 fundó el Grupo Fotográfico de Libre Expresión (f/8), junto a José Manuel Holgado Brenes,  Miguel B. Márquez, Justo Ramos Regife, Fernando Manso García, Felipe Sevilla, Encarnación León y Toti Camacho Troyano, entre otros, y del que fue presidente. 
En ese mismo año firmó el histórico Manifiesto de Cádiz, que reivindicaba un giro intelectual y universitario para la nueva fotografía creativa española. Su labor como fotógrafo no cesó desde entonces, estando presente en trabajos doctrinales sobre la expresión, la fotohistoria y su metodología, etc.

### Su obra fotográfica
Adscrita al neosurrealismo, su obra comenzó a conocerse en 1975. El contenido de sus imágenes es directo y muy personal, gracias a técnicas creadas por él mismo como el "clastotipo", quedando patente su constante preocupación metafísica expresada en ambientes de misterio, ensoñación, sobrenaturalidad y magia. 
Autor de numerosos trabajos, sus fotomontajes han dado la vuelta al mundo. Su obra ha sido uno de los puntales más penetrantes del neosurrealismo fotográfico español. Junto a Tymo Hubber y Paul de Noojier, fue considerado como parte del triplete máximo de los fotomontadores europeos del siglo XX. Su currículum fotográfico considera sus quehaceres como fotógrafo, como fotohistoriador y como restaurador del medio.
En 1980 el escritor Ernesto Sábato valoraba los méritos de este sevillano para llegar a considerarlo un gran creador de una altura intelectual comparable a la de Max Ernst o Man Ray.

### Exposiciones
Como autor, expuso en las principales galerías de arte y museos del mundo: La Habana, Bruselas, Sao Paulo, Nueva York, Ciudad de México, Denver, Montpellier, Atenas, Madrid, Barcelona, Sevilla, Córdoba, Zaragoza, Palma de Mallorca,… Sus fotografías fueron publicadas en las revistas “Nueva lente”, “Poptografía”, “Arte fotográfico”, “Photovisión”, “La Fotografía” y en grandes catálogos como “Fotoplin” (Málaga, 1985), “Fotografía Española Actual” (Madrid, 1985), “Bienal Internacional de Córdoba” , “Fotografía actual, 250 imágenes” (Círculo de Bellas Artes de Madrid, 1983). 
Existen obras suyas en los fondos de:
- Museo Nacional Centro de Arte Reina Sofía, de Madrid, donde también participó en la exposición Cuatro direcciones. Fotografía contemporánea española. 1970-1990 celebrada entre el 19 de septiembre y el 22 de diciembre de 1991.[14][15]
- Centro Pompidou, de París.
- Lincoln Center Art, USA.
- Center for Creative Photography, Tucson, Arizona.[16]
- Fundació Joan Miró, Barcelona.
- Library of Congress, Washington D. C., USA.
- Bibliothèque Nationale Française, París.

## Fotohistoriador y restaurador fotográfico
En 1977-1978 inaugura los estudios de la Historia de la Fotografía Sevillana. Creó el seminario sobre Historia de la Fotografía Sevillana que se ubicó en el Ateneo de Sevilla durante la etapa 1979 a 1984. 
Fue presidente de la Sociedad de Historia de la Fotografía Española, de la que fue miembro fundador en 1986.
Escribió varios libros de historia fotográfica entre los que destacan Historia de la fotografía en Sevilla; Biografía de V. M. Casajús, introductor del daguerrotipo en la capital andaluza; Química fotográfica creativa práctica; Historia de los fotógrafos de la calle Sierpes; Historia de la fotografía en Andalucía,… 
Tiene un importante Tratado de Restauración y Conservación Fotográficas en donde se recoge su dilatada experiencia en este campo. Restauró numerosos daguerrotipos, albúminas, colodiones, gomas bicromatadas, platinotipos, cianotipos y gelatinohaluros para diversas instituciones públicas andaluzas, así como para la Fototeca Hispalense y otras entidades y colecciones privadas.

### Publicaciones sobre historia de la fotografía
Es autor de más de 100 trabajos teóricos sobre fotografía. Fue el creador e iniciador de los estudios fotohistóricos en Andalucía y, especialmente, de la capital hispalense, a partir de 1975. 
Su libro Retratistas y Fotógrafos, publicado en 1981, es una breve historia de la fotografía sevillana. Marca el primer estudio existente sobre la historia de la fotografía en Sevilla, estructurándose por vez primera un censo histórico y un tejido generacional. 
Fue director de la revista “Actas de cultura y ensayos fotográficos”, y también de la revista órgano de expresión de la Sociedad de Historia de la Fotografía Española. 
Autor de numerosos trabajos de fotoinvestigación, publicó en las principales revistas fotográficas españolas durante la etapa 1976 a 1999, sobresaliendo entre ellas Arte Fotográfico (Madrid), PhotoVisión (Barcelona), Actas de Cultura y Ensayos Fotográficos (Sevilla), La Fotografía (Barcelona) y la Revista de la Sociedad de Historia de la Fotografía Española (Sevilla). 
En 1984 publicó en el diario ABC de Sevilla el coleccionable Cien Fotógrafos Sevillanos Insignes, donde reúne 100 fichas con los más importantes fotógrafos de Sevilla de los siglos XIX y XX.
En 1986 se editó su Historia de la Fotografía Actual Española.
En mayo de ese mismo año, y bajo su dirección, se celebró en Sevilla el Primer Congreso de Historia de la Fotografía Española, hasta la fecha el único celebrado. La obra Historia de la Fotografía Española 1839-1986 recoge las actas de aquel congreso, e incluye la Historia de la Fotografía en Andalucía, ponencia que Miguel Ángel Yáñez aportó al congreso.
En 1987 se editó la biografía del introductor del daguerrotipo en Sevilla, V. M. Casajús. 
Director del curso Vanguardia 2000: Fotografía Latinoamericana Actual celebrado en julio de 1991 en la Universidad Hispanoamericana Santa María de la Rábida (Huelva).
En 1994 publicó su Historia de los conceptos, tendencias y estilos fotográficos. Se considera el único diccionario de estilos fotográficos publicado hasta la fecha en nuestro país, y obra capital para la formación intelectual de todo aquel que se interese seriamente por este arte. 
En 1996 dictó un curso sobre historia de la fotografía en Sevilla, en el Centro Asturiano de dicha ciudad. 
En 1997, se publicó su voluminosa Historia general de la fotografía en Sevilla, estudio exhaustivo y básico destinado a todo aquel que desee iniciarse en la especialidad.
Autor de la publicación periódica Sevilla Recuperada, editada por Diario de Sevilla entre los años 2000 al 2001. 
En 2002 publicó la Historia de la fotografía documental en Sevilla, editada por el Diario ABC.

### Fototeca Hispalense
Dentro de su faceta como fotohistoriador, destaca la creación de la Fototeca Hispalense, una entidad privada creada por él mismo, de la que también fue su conservador. La Fototeca alberga más de 100.000 fotografías de Sevilla, dedicándosele, igualmente, interés especial a los pormenores historiográficos de los diversos fotógrafos que han trabajado en la urbe desde 1839 al 2001, a los soportes y tecnologías empleadas, y a la identificación temática. No se trata, pues, sólo de numerosas colecciones de fotografías, sino de un espacio vivo, dinámico, holístico, abierto e investigativo de todas las disciplinas que informan sobre la fotohistoria de la metrópolis sevillana y sus pueblos. .
El censo que maneja la Fototeca incluye un total de 975 autores, cuyas fotografías se insertan en la Historia de la Fotografía en Sevilla. Corresponden a la etapa 1839 a 2002. Entre los principales autores, resaltaríamos el rarísimo núcleo de la paleofotografía sevillana (1839 a 1850), los grandes álbumes y colecciones históricas (1840 a 1930: Casajús, Leygonier, Joseph Vigier, Tenison, los Beauchy, Luis León Massón, Jean Laurent, Lucien Levy, Hubert de Vaffier, García del Corral, Rafael Garzón, Juan Barrera, los Pérez Romero, Loty, Roisin, Marqués de la Isla, etc), los grandes reporteros (1865 a 1965: Garrido, Ramiro Franco, Emilio Beauchy, Ramón Fuentes, cura Navajas, Juan Barrera Gómez, Carlos Olmedo, Augusto Pérez Romero, Juan José Serrano, Sánchez del Pando, Gelán, etc), los grandes retratistas (1850-1995: Jules Beauchy, Leygonier, Gumersindo Ortiz, los Olarte, Mª Pastora Escudero, Teodoro Aramburu, Antonio Rodríguez Téllez, Juan Rodríguez, Rafael Pavón, Juan Arenas Cansino, José Castellano Grandell, Enrique Dúcker, Eugenio Gottman, Novoa, Antonio Morales, Granzman, Agustín Arjona, Luis Arenas Ladislao, etc.). Apartado especial ocupan los reportajes de guerra, las fiestas típicas, sucesos y sus numerosos fotógrafos. Hasta un total de 975 autores, perfectamente etiquetados y estructurados, están incluidos en la Fototeca. Particularmente interesante son las fotografías introductivas del color en Sevilla: desde tricromías, gomas tricrómica, autocromas de Lumière, Agfacolor pionero, Kodachrome I y Kodachrome II, etc, hasta la fotografía digital.
Asimismo, Miguel Ángel Yáñez Polo creó un laboratorio de Pre-Conservación y Restauración Fotográficas, anexo a la Fototeca. En el mismo efectuaba la limpieza previa de los diferentes ejemplares, realizando controles de residuos indeseables de hipo, argentotiosulfatos, sulfito de aluminio, restos de reveladores, etc. Igualmente, aplicaba también a las fotografías un tratamiento conservador con anti-oxidantes, particularmente sulfuro de plata, selenio y oro. Particular atención se dedica a la desmicotización previa y controlada de las donaciones y adquisiciones de fotografías.
Cualquier tema referencial a Sevilla, se incluye en los fondos de la Fototeca. Desde vistas de la ciudad, sus calles, edificios y monumentos, hasta todo tipo de sucesos, dramático, lúdico o festivo, paisajes urbanos... Retratos de ciudadanos desde 1839 a nuestros días, tienen su lugar en la fototeca. Miles de familias sevillanas, niños de primera comunión, bodas y entierros, figuran en estos fondos. Igualmente, personalidades cívicas, políticas, artísticas, intelectuales, eclesiásticas, artesanos, trabajadores de diferentes oficios y profesiones, malhechores, tipos populares, etc están archivadas. Todo, perfectamente clasificado.
En los fondos de la Fototeca existen daguerrotipos, calotipos, albúminas, colodiums, ambrotipos, gomas bicromatadas, tintipos, platinotipos, gelatinohaluros (gelatinocloruros, gelatinoioduros y gelatinobromuros), ferrocianuros, cianotipos, ferroprusiatos, uranotipos, sistemas cromáticos varios (autocromas Lumiére, dicromías, tricromías, Ibercolor, Agfacolor, Kodachrome I, Kodahrome II, gomas tricrómicas, multiimpresiones digitales de gran resolución, etc.), fototipias y diversos métodos fotomecánicos. Entre los diferentes soportes fotográficos, hay una importante variación que abarca el metal, papel y cartón, vidrio, tela de lino, seda, madera, celoidina, nitrocelulosa, acetato de celulosa y variantes, poliéster, etc. Los archivos de la Fototeca incluyen tanto positivos como diapositivas y negativos de todo tipo de composición y formato.

## Publicaciones
Entre las publicaciones fotohistóricas realizadas por Yáñez Polo caben destacar las siguientes:

### Libros
| Yáñez Polo, M. A. Retratistas y Fotógrafos. Ed. Repiso-Lorenzo. Sevilla, 1981. 82 pág. Esta breve historia de la fotografía sevillana, tal se ha reconocido en la bibliografía especializada, marca el primer estudio existente sobre la historia de la fotografía en Sevilla, estructurándose por vez primera un censo histórico y un tejido generacional. |
| Yáñez Polo, M. A. Historia de los Fotógrafos de la calle Sierpes. Ed. AS. Sevilla, 1984. 55 pág. Recoge la historia de los fotógrafos establecidos en la sevillana calle Sierpes, desde los comienzos de la fotografía a nuestros días. Se referencian quiénes han trabajado, igualmente, como transeúntes. Se dedica una especial atención a bazares y tiendas en relación con la fotografía y las primeras sesiones docentes de la misma. |
| Yáñez Polo, M. A. y otros. Historia de la Fotografía Española 1839-1986. Ed. SHFE. Sevilla, 1986. 648 pág. Esta obra recoge las actas del primer congreso de Historia de la Fotografía Española celebrado en la capital andaluza en 1986. El autor coordina la obra en la que participan los principales fotoespecialistas de España. A cargo suya están los capítulos sobre Metodología e Historia de la Fotografía en Andalucía. Incluye la elaboración de un importante censo nacional de fotógrafos desde 1839 a 1986. |
| Yáñez Polo, M. A. y col. Historia de la Fotografía Española Contemporánea 1950-1986. Ed. Caja de Ahorros San Fernando. Sevilla, 1986. 200 pág. Primer intento histórico para estructurar la fotografía española actual a partir de 1850. Incluye numerosas fotografías y un censo de fotógrafos nacionales contemporáneos. |
| Yáñez Polo, M. A. V. M. Casajús, introductor de la Litografía y el Daguerrotipo en Sevilla. Ed. SHFE. Sevilla, 1987. 87 pág. Biografía y estudio de la obra de quien fuera el introductor de la litografía y el daguerrotipo en Sevilla. Estudia las relaciones con otros fotógrafos de la primera generación histórica. |
| Yáñez Polo, M. A. Historia General de la Fotografía en Sevilla. Ed. N. Monardes & SHFE. Sevilla, 1997. 675 pág. Obra voluminosa de 675 páginas que recoge todas las investigaciones del autor desde 1965 a la fecha. Se estudia de forma pormenorizada todas las generaciones de autores insertas en el contexto social cultural y político de cada momento. Incluye un amplísimo y novedoso censo histórico de fotógrafos que han operado en Sevilla. |
| Yáñez Polo, M. A. y Mesa García, José Antonio. Sevilla Recuperada. Ed. Diario de Sevilla. Sevilla, 2000-2001. 544 pág. Obra que recoge la colección de fascículos editados en torno a 1000 fotografías de la Fototeca Hispalense y los comentarios históricos de ambos autores. Publicación cuidada por sus editores del Diario de Sevilla. |
| Yáñez Polo, M. A. Historia de la Fotografía Documental en Sevilla. Editorial Libanó para Diario ABC. Sevilla, 2002. 310 pág. Obra esencial y pionera que aborda la historia del fotodocumentalismo, término acuñado por el propio Yáñez Polo. Incluye numerosas reproducciones históricas de la ciudad de Sevilla. |
| Yáñez Polo, M. A. Historia gráfica de la plaza de toros de Sevilla. Edita Real Maestranza de Caballerías de Sevilla. Sevilla, 2003. 299 pág. Obra de varios autores, donde se publican los dos capítulos de Yáñez Polo titulados La Plaza de la Maestranza en los Albores de la Fotografía (1839-1869) y Tauromaquia dinámica y fotografía. En ellos se recoge por vez primera los inicios históricos fotográficos de la plaza de toros de La Maestranza de Sevilla y, de otra parte, se analiza la disponibilidad del material sensible en relación con las primeras fotografías que del coso hispalense se hicieron en movimiento. |
| Yáñez Polo, M. A. La Sevilla del descubrimiento de la fotografía. Edita Real Academia de Bellas Artes Santa Isabel de Hungría. Sevilla, 2004. 97 pág. Discurso del autor en su recepción como Académico Numerario de la Real Academia de Bellas Artes hispalense. Analiza históricamente la Sevilla de la introducción del daguerrotipo y primeras técnicas fotográficas. Va seguido de la contestación realizada por la también Académica y catedrática de la universidad, Pilar León Alonso. |

### Artículos
| CASAJÚS, V. M. (Pseudónimo de M.A. Yáñez Polo). Sobre el fotógrafo Manuel Agudelo Junguito. “Revista de la Sociedad de Historia de la Fotografía Española”, n.º 5. Sevilla, 1992 CASAJÚS, V.M. (Pseudónimo de M.A. Yáñez Polo). Fenómeno hortera y fotografía. Rev. “Actas de Cultura y Ensayos Fotográficos f/8”, n.º 2. Sevilla, 1981 CATÁLOGO DEL CIRCULO DE BELLAS ARTES (Madrid). 259 Imágenes de la Fotografía Española actual (fotos 175 y 176 de M.A. Yáñez Polo). Ed Ministerio de Cultura. Madrid, 1983 EQUIPO NUEVA LENTE. Portfolio de Miguel Ángel Yáñez Polo. Rev. “Nueva Lente”, n.º 69. Madrid, 1977 FOTOPLÍN. Catálogo de la Exposición. (Nota biográfica y fotografías de M.A. Yáñez Polo). Ed. Diputación. Málaga, 1985 HOLGADO BRENES, José Manuel. La fotografía de Miguel Ángel Yáñez Polo (Portafolio). Rev. “Actas de Cultura y Ensayos Fotográficos f/8”, n.º 2. Sevilla, 1981 LECLAIR Y DE LOS GELVES (Estanislao). (Pseudónimo de M.A. Yáñez Polo). Sobre un precursor del fotosurrealismo andaluz. Rev. “Actas de Cultura y Ensayos Fotográficos f/8”, n.º 6. Sevilla, 1984 LECLAIR Y DE LOS GELVES, Estanislao. (Pseudónimo de M.A. Yáñez Polo). Restauración Fotográfica. Dexantificación de fotografías antiguas en papel. “Revista de la Sociedad de Historia de la Fotografía Española”, n.º 2. Sevilla, 1990 LECLAIR Y DE LOS GELVES, Estanislao. (Pseudónimo de M.A. Yáñez Polo). Restauración Fotográfica. Introducción. “Revista de la Sociedad de Historia de la Fotografía Española”, n.º 1. Sevilla, 1990 MIRA, Enric. La fértil década de los setenta (En “Fotografía Española 1968-1988). Rev. “Photovision”, n.º 20. Barcelona, 1988 OBIOLS, Salvador. Esa extraña poesía (análisis y portfolio de Miguel Á. Yáñez Polo). Rev. “La Fotografía”, n.º 4. Barcelona, 1989 Rev. “Arte Fotográfico”, n.º 299. Madrid, 1976 YÁÑEZ POLO, Miguel Ángel. Agnosticismo fotográfico y Duane Michals. Rev. “Arte Fotográfico”, n.º 342. Madrid, 1980 YÁÑEZ POLO, Miguel Ángel. Carta abierta a Charles Chevalier, óptico histórico. Rev. “Arte Fotográfico”, n.º 346. Madrid, 1980 YÁÑEZ POLO, Miguel Ángel. Creatividad fotográfica. Rev. “Arte Fotográfico”, n.º 296. Madrid, 1976 YÁÑEZ POLO, Miguel Ángel. Creatividad fotográfica. Rev. “Arte Fotográfico”, n.º 298. Madrid, 1976 YÁÑEZ POLO, Miguel Ángel. Grandes maestros de la fotografía desaparecidos en 1976. Diario ABC de Sevilla. Sevilla, 18 de enero de 1977 YÁÑEZ POLO, Miguel Ángel. Alenpejual, un nuevo colectivo fotográfico. Diario ABC de Sevilla. Sevilla, 12 de marzo de 1977 YÁÑEZ POLO, Miguel Ángel. Entrevista a Rafael Navarro. Diario ABC de Sevilla. Sevilla, 8 de mayo de 1977 YÁÑEZ POLO, Miguel Ángel. Crónica, Historicidad e Historia de la Fotografía. “Revista de la Sociedad de Historia de la Fotografía Española”, n.º 1. Sevilla, 1990 YÁÑEZ POLO, Miguel Ángel. Interferencias en la percepción de la fotografía figurativa. Revista “Arte Fotográfico”, n.º 313. Madrid, 1978 YÁÑEZ POLO, Miguel Ángel. Del azul en fotografía, elementos para un lenguaje. Rev. “Arte Fotográfico”, n.º 318. Madrid, 1978 YÁÑEZ POLO, Miguel Ángel. Diccionario Histórico de Conceptos, Tendencias y Estilos Fotográficos. Ed. SHFE. Sevilla, 1996 YÁÑEZ POLO, Miguel Ángel. El canto del Cíclope. Rev. “La Fotografía”, n.º 3. Barcelona, 1989 YÁÑEZ POLO, Miguel Ángel. El Conceptual Fotográfico. Rev. “Arte Fotográfico”, n.º 340. Madrid, 1980 YÁÑEZ POLO, Miguel Ángel. El diario fotográfico de Luis L. Mariani. Rev. “Arte Fotográfico”, n.º 350. Madrid, 1981 YÁÑEZ POLO, Miguel Ángel. El retrato de los que fueron. Rev. “Arte Fotográfico”, n.º 349. Madrid, 1981 YÁÑEZ POLO, Miguel Ángel. Emigdio Mariani Piazza (III). “Revista de la Sociedad de Historia de la Fotografía Española”, n.º 5. Sevilla, 1992 YÁÑEZ POLO, Miguel Ángel. En la vanguardia posible. Rev. “La Fotografía”, n.º 17. Barcelona, 1989 YÁÑEZ POLO, Miguel Ángel. Fórmula ideal para positivos. Rev. “Arte Fotográfico”, n.º 330. Madrid, 1979 YÁÑEZ POLO, Miguel Ángel. Goma al uranio, nueva técnica creativa. Rev. “Arte Fotográfico”, n.º 7. Madrid, 1979 YÁÑEZ POLO, Miguel Ángel. Historia de la Fotografía Española Contemporánea. Ed. Caja San Fernando. Sevilla, 1986 YÁÑEZ POLO, Miguel Ángel. Historia General de la Fotografía en Sevilla. Ed. Nicolás Monardes & SHFE. Sevilla, 1998 YÁÑEZ POLO, Miguel Ángel. In memoriam: Precursores de la fotografía. Rev. “Arte Fotográfico”, n.º 320. Madrid, 1978 YÁÑEZ POLO, Miguel Ángel. Interpretaciones fotográficas de la realidad. Rev. “Arte Fotográfico”, n.º 333. Madrid, 1979 YÁÑEZ POLO, Miguel Ángel. Introducción a Jerry Uelsmann. Rev. “Arte Fotográfico”, n.º 321. Madrid, 1978 YÁÑEZ POLO, Miguel Ángel. Joseph Wyden, daguerrotipista. Nota sobre su viaje por España. “Revista de la Sociedad de Historia de la Fotografía Española”, n.º 2. Sevilla, 1990 YÁÑEZ POLO, Miguel Ángel. La Fotografía Fantástica. Su delimitación con la Fotografía-Fantasía. Rev. “Arte Fotográfico”, n.º 301. Madrid, 1977 YÁÑEZ POLO, Miguel Ángel. Lectura de la Imagen Fotográfica. Curso para fotógrafos III. Rev. “La Fotografía”, n.º 4. Barcelona, 1989 YÁÑEZ POLO, Miguel Ángel. Lectura de la Imagen Fotográfica. Curso para fotógrafos II. Rev. “La Fotografía”, n.º 3. Barcelona, 1989 YÁÑEZ POLO, Miguel Ángel. Lectura de la Imagen Fotográfica. Curso para fotógrafos VI. Rev. “La Fotografía”, n.º 8. Barcelona, 1989 YÁÑEZ POLO, Miguel Ángel. Lectura de la Imagen Fotográfica. Curso para fotógrafos VII. Rev. “La Fotografía”, n.º 9. Barcelona, 1989 YÁÑEZ POLO, Miguel Ángel. Lectura de la Imagen Fotográfica. Curso para fotógrafos VIII. Rev. “La Fotografía”, n.º 10. Barcelona, 1989 YÁÑEZ POLO, Miguel Ángel. Lectura de la Imagen Fotográfica. Curso para fotógrafos IV. Rev. “La Fotografía”, n.º 5. Barcelona, 1989 YÁÑEZ POLO, Miguel Ángel. Lectura de la Imagen Fotográfica. Curso para fotógrafos II. Rev. “La Fotografía”, n.º 3. Barcelona, 1989 YÁÑEZ POLO, Miguel Ángel. Lectura de la Imagen Fotográfica. Curso para fotógrafos V. Rev. “La Fotografía”, n.º 7. Barcelona, 1989 YÁÑEZ POLO, Miguel Ángel. Lectura de la Imagen Fotográfica. Curso para fotógrafos I. Rev. “La Fotografía”, n.º 2. Barcelona, 1989 YÁÑEZ POLO, Miguel Ángel. Neoexpresionismo fotográfico. Rev. “La Fotografía”, n.º 1. Barcelona, 1989 YÁÑEZ POLO, Miguel Ángel. Planteamientos oníricos y fotografía. Rev. “Arte Fotográfico”, n.º 345. Madrid, 1980 YÁÑEZ POLO, Miguel Ángel. Pragmatismo, neopositivismo y fotografía. Rev. “Actas de Cultura y Ensayos Fotográficos f/8”, n.º 5. Sevilla, 1982 YÁÑEZ POLO, Miguel Ángel. Premio Ateneo de Sevilla. Rev. “Arte Fotográfico”, n.º 354. Madrid, 1981 YÁÑEZ POLO, Miguel Ángel. Primer Congreso de la Historia de la Fotografía Española. Rev. “Arte Fotográfico”, n.º 406. Madrid, 1985 YÁÑEZ POLO, Miguel Ángel. Refutación a Otto Steinert. Rev. “Arte Fotográfico”, n.º 343. Madrid, 1980 YÁÑEZ POLO, Miguel Ángel. Retratistas y fotógrafos (Breve Historia de la Fotografía en Sevilla). Ed. Repiso-Lorenzo. Sevilla, 1981 YÁÑEZ POLO, Miguel Ángel. Sobre el Neointimismo Fotográfico. Rev. “Actas de Cultura y Ensayos Fotográficos f/8”, n.º 6 . Sevilla, 1984 YÁÑEZ POLO, Miguel Ángel. Sobre la Fotografía Abierta. Rev. “Arte Fotográfico”, n.º 312. Madrid, 1977 YÁÑEZ POLO, Miguel Ángel. Sobre la nomenclatura de lo subjetivo y objetivo en fotografía Rev. “Arte Fotográfico”, n.º 306. Madrid, 1977 YÁÑEZ POLO, Miguel Ángel. Sobre una revolucionaria concepción estética y la Fotografía Generativa y no Generativa. YÁÑEZ POLO, Miguel Ángel. Teoría del reportaje. Rev. “Actas de Cultura y Ensayos Fotográficos f/8”, Primavera. Sevilla, 1981. YÁÑEZ POLO, Miguel Ángel. Un mito no razonable: Objetividad y Subjetividad fotográficas. Rev. “Actas de Cultura y Ensayos Fotográficos f/8”, n.º 1. Sevilla, 1980 |

## Literatura
De 1956, con 16 años de edad, se conserva uno de sus primeros relatos, titulado “El escondite” en donde se encuentran ya parte de los elementos que constituirán su narrativa futura. Siendo aún estudiante universitario, sería -junto al ensayista Pedro Montilla López- uno de los fundadores del TEU (Teatro Español Universitario) de la Facultad de Medicina, poniendo a punto varias obras de Jean Anouilh, Albert Camus y Luigi Pirandello. Tras unos años con gran dedicación al “teatro leído”, sería el escritor y crítico José Luis Ortiz de Lanzagorta una de las personas que más le animarían a tener presencia en el mundo literario de la narrativa. El contacto personal con Ernesto Sábato durante sus visitas a Sevilla, significaría una gran reflexión para él. 
En 1973, aunque de forma muy individualista, se incorpora al fenómeno de la llamada y discutida “Narrativa Andaluza”. En 1975 terminará, después de tres años, su primera novela: "Stabat Mater". La obra en sí, constituye parte de su tetralogía sobre la ciudad de Sevilla, y fue concebida como un mágico fresco de la vida y de la muerte. Ha permanecido inédita un cuarto de siglo. En el 2002 fue publicada por la Editorial Nicolás Monardes, con prólogo de Carlos Muñiz Romero y presentada en el Ateneo de Sevilla el 25 de noviembre de 2002.
Quizás la mayor atención la haya reclamado su novela "Kant, amigo mío". Formando parte también de la mencionada tetralogía, y publicada en 1983 (Editorial Bea, Biblioteca de Ediciones Andaluzas. Sevilla). La edición se precedió de una presentación introductiva escrita por Antonio Zoido, bajo el título “La incómoda vanguardia”, situando la obra en la andaluza línea avant-garde muy creativa y valiente que brotara, desde los años veinte, con autores ya clásicos -casi todos ellos bien denostados en su momento- como Rafael Cansinos, Rafael Porlán, Luis Mosquera y Carlos Edmundo de Ory, entre otros. 
Su tercera novela fue Jardín para viejos malsanos (Ed. Dado, Sevilla 1984). Se trata de un friso narrativo en donde los tres personajes básicos -Vetulussy, Pathero y Tymbus: la vejez, la enfermedad y la muerte- destruyen profundamente al narrador en primera persona y que, en frase del escritor Hipólito González, se catapulta en los abismos “naufragando en la metafísica de la soledad”. 
Con la novela "Canto del gallo, canto del tiempo" (editada por Nicolás Monardes en 1991) se completa la referencia de las cuatro novelas que del autor se han publicado hasta hoy. Está a punto de editarse Entre la barahúnda (tercera obra de su tetralogía sevillana) encontrándose ultimando "Refugium peccatorum" (cuarta de la tetrada). Igualmente se han editado diversos relatos suyos ("Transverberación de un intelectual calvo", "El Tenebrario", "No hay albero al amanecer", "El cuento de la Carlota"...). 
En 2004 la Sociedad Nicolás Monardes publicó su ensayo De Hispalensis Imago Funeris, del que es coautor junto a José Antonio Mesa García. Se trata de un ensayo en clave de ironía sobre la filosofía sevillana sobre la muerte.
Durante los años 2003 y 2004, Yáñez Polo grabó con su voz la narración de muchos de sus relatos, que han permanecido inéditos hasta su publicación en internet en 2016.
El 1 de junio de 2011, se presentó en el Colegio de Médicos de Sevilla, la que es hasta ahora su última novela publicada en vida, El Vizconde de la Alfalfa, publicada por la Sociedad Nicolás Monardes y presentada por Don Carlos Muñiz .

## Reconocimientos
- En 1983 obtuvo el primer premio Blanco White de “Narrativa Andaluza” por la novela "Kant, amigo mío".[33]
- Primer finalista de la primera edición del “Premio Andalucía de Novela, 1986” por la novela "Stabat Mater".
- En 1992 obtuvo el premio literario de la cuarta edición de los Premios San Lucas por la novela "Canto del gallo, canto del tiempo".[34]
- En 2003, por su papel destacado en el mundo de la fotografía creativa como de fotohistoriador, la Real Academia de Bellas Artes Santa Isabel de Hungría con sede en Sevilla, le nombró académico numerario, para ocupar el primer sillón de fotografía correspondiente a la sección de Artes Audiovisuales. El 30 de enero de 2004, leyó su discurso de ingreso en la entidad,[35] versando sobre La Sevilla del descubrimiento de la fotografía,[36] siendo contestado por la académica Pilar León Alonso .[37][38]
- Medalla de Colegiado de Honor del Colegio de Médicos de Sevilla en 2011 por su brillante carrera profesional[39]